# Rhipsalis trigona

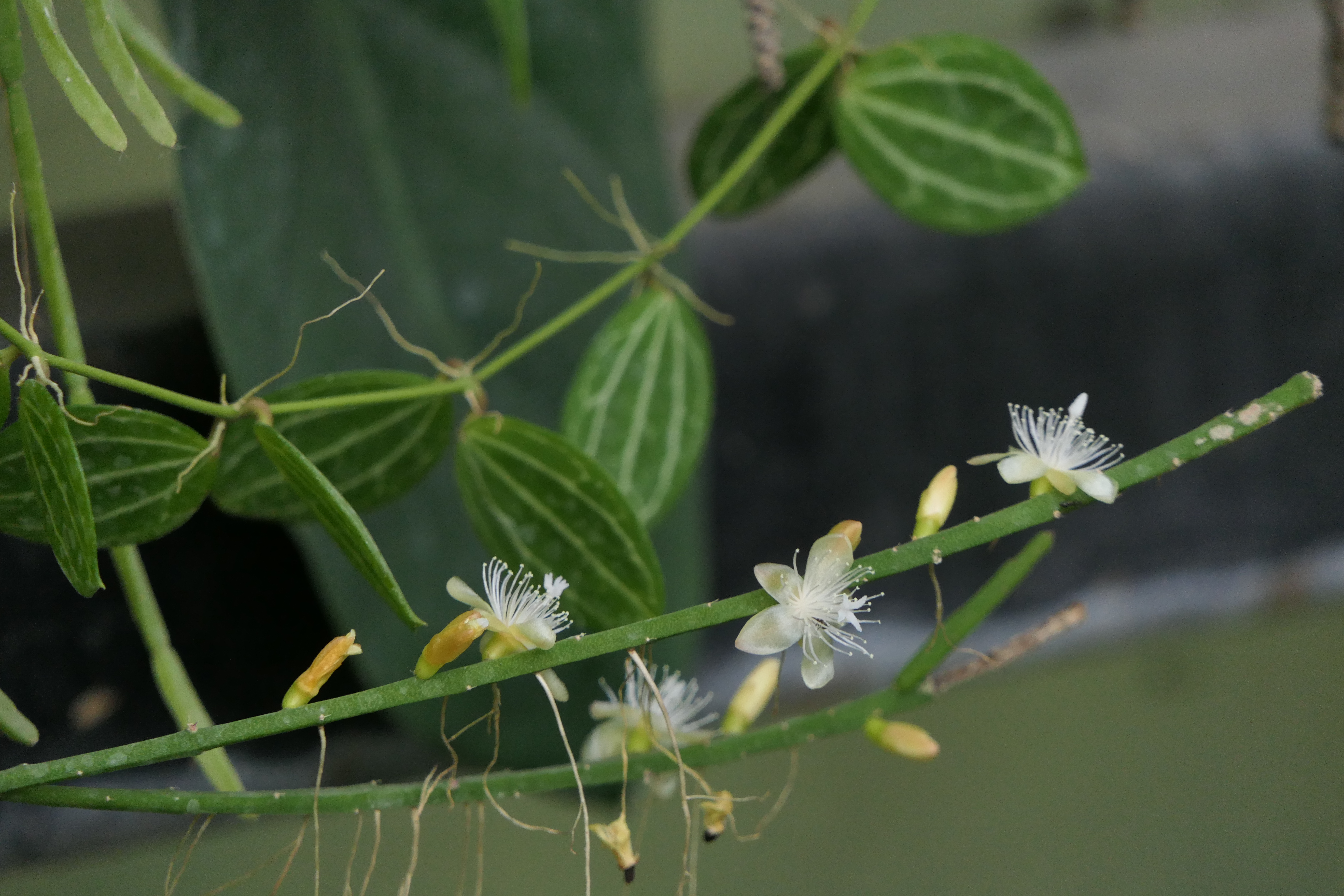
Blüten

Rhipsalis trigona ist eine Pflanzenart in der Gattung Rhipsalis aus der Familie der Kakteengewächse (Cactaceae). Das Artepitheton trigona stammt aus dem Lateinischen, bedeutet ‚dreieckig‘ und verweist auf die Form der Triebe der Art.

## Beschreibung
Rhipsalis trigona wächst epiphytisch mit reich verzweigten, hängenden Trieben. Die ausschließlich akrotonisch verzweigenden Triebe besitzen ein begrenztes Wachstum. Sie sind scharf dreikantig mit durchlaufenden Rippen. Die etwas verdrehten Triebe weisen Durchmesser von 8 bis 10 Millimeter auf und sind bis zu 10 Zentimeter lang. Die wolligen Areolen tragen häufig eine Borste.
Die weißen bis etwas rosafarbenen, radförmigen Blüten erscheinen seitlich an den Trieben und erreichen einen Durchmesser von bis zu 2 Zentimeter. Die kugelförmigen Früchte sind rot.

## Verbreitung, Systematik und Gefährdung
Rhipsalis trigona ist in den brasilianischen Bundesstaaten São Paulo, Paraná und Santa Catarina verbreitet.
Die Erstbeschreibung erfolgte 1837 durch Ludwig Georg Karl Pfeiffer. Nomenklatorische Synonyme sind Hariota trigona (Pfeiff.) Kuntze (1891) und Lepismium trigonum (Pfeiff.) Backeb. (1936)
In der Roten Liste gefährdeter Arten der IUCN wird die Art als „Least Concern (LC)“, d. h. als nicht gefährdet geführt.

## Nachweise